# Christoph Sieben
Christoph Sieben (* 8. Juli 1981) ist ein ehemaliger deutscher Basketballspieler.

## Laufbahn
Der 1,96 Meter große Flügelspieler wurde in der Nachwuchsabteilung des Bundesligisten TSK Bamberg ausgebildet. Ende der 1990er Jahre weilte er als Schüler im US-Bundesstaat Hawaii und war Spieler der Lahainaluna High School.
Sieben wurde in die Zweitliga-Mannschaft des TSV Breitengüßbach aufgenommen, in der er unter der Anleitung von Trainer Wolfgang Heyder spielte. In der Saison 2002/03 wurde er in einem Spiel der höchsten deutschen Basketball-Liga eingesetzt und wurde mit der Mannschaft deutscher Vizemeister. Er verließ Bamberg und Breitengüßbach im Anschluss an die Saison 2002/03 und wechselte zum FC Baunach in die 2. Regionalliga. Er trug während der Saison 2003/04 mit 22,2 Punkten im Schnitt zum Gewinn des Meistertitels in der 2. Regionalliga bei. 2004 verließ er die Baunacher. Ab 2011 spielte er beim MTV Ingolstadt.
Mit seiner 2015 an der Technischen Universität München vorgelegten Arbeit „Entwicklung eines Prognosemodells zur prozessbegleitenden Beurteilung der Montagequalität von Kolbendichtungen“ erlangte Sieben den akademischen Grad Doktoringenieur.